# KFC Petegem-Schelde
KFC Petegem-Schelde is een Belgische voetbalclub uit Petegem-aan-de-Schelde bij Wortegem-Petegem. De club is bij de KBVB aangesloten als KFC Petegem aan Schelde met stamnummer 7047 en heeft geel en groen als kleuren. 

## Geschiedenis
De club werd in 1967 opgericht als FC Petegem-Schelde. Bij het vijftigjarige bestaan in 2017 mocht de club het predicaat "Koninklijke" aan de clubnaam toevoegen.
KFC Petegem-Schelde is een bescheiden club die nooit hoger dan derde provinciale speelde. Het grootste deel van de clubgeschiedenis werd in vierde provinciale aangetreden.
Toen de club in 1967 bij de KBVB begon, was Derde Provinciale de laagste reeks, Petegem eindigde twee maal als laatste. In 1969 werd Vierde Provinciale ingevoerd waar de club sportief beter tot zijn recht kwam.
Vanaf eind jaren zeventig was de club geregeld in de top van de klassering te vinden, in 1981, 1983 en 1984 werd telkens een derde plaats behaald. In 1988 zelfs een tweede plaats.
Na vier mindere seizoenen wist Petegem in 1993 de titel te behalen in vierde provinciale D en keerde zo voor het eerst sinds de beginjaren terug naar derde provinciale. 
De club hield vijf jaar stand op het derde provinciale niveau en in 1995 werd met een derde plaats het beste resultaat in de clubgeschiedenis behaald. 
In 1998 degradeerde Petegem terug naar vierde provinciale.
Een tweede plaats in 2002 leidde de club opnieuw naar derde provinciale, maar dit verblijf werd tot één seizoen beperkt.
In 2005 werd Petegem opnieuw tweede en keerde terug naar derde provinciale. De club wist met zes opeenvolgende seizoenen in deze reeks een nieuw clubrecord te vestigen. 
In 2011 moest geel-groen terug naar vierde provinciale, maar ditmaal was een vijfde plaats voldoende voor een onmiddellijke terugkeer die via de eindronde werd afgedwongen.
Het volgende seizoen ging de lift weer naar beneden en Petegem belandde opnieuw in vierde provinciale.
Na zeven seizoenen vierde provinciale werd in 2018 de tweede kampioenstitel in de clubgeschiedenis behaald, en ook deze maal was het verblijf in derde provinciale van korte duur, want toen in de lente van 2020 de competities werden stilgelegd door een uitbraak van het coronavirus stond Petegem voorlaatste.
In het seizoen 2021-2022 speelde Petegem dan weer eindronden, het werd 3de in de competitie en won alle 2 zijn promotiematchen. Wederom een terugkeer naar derde provinciale.

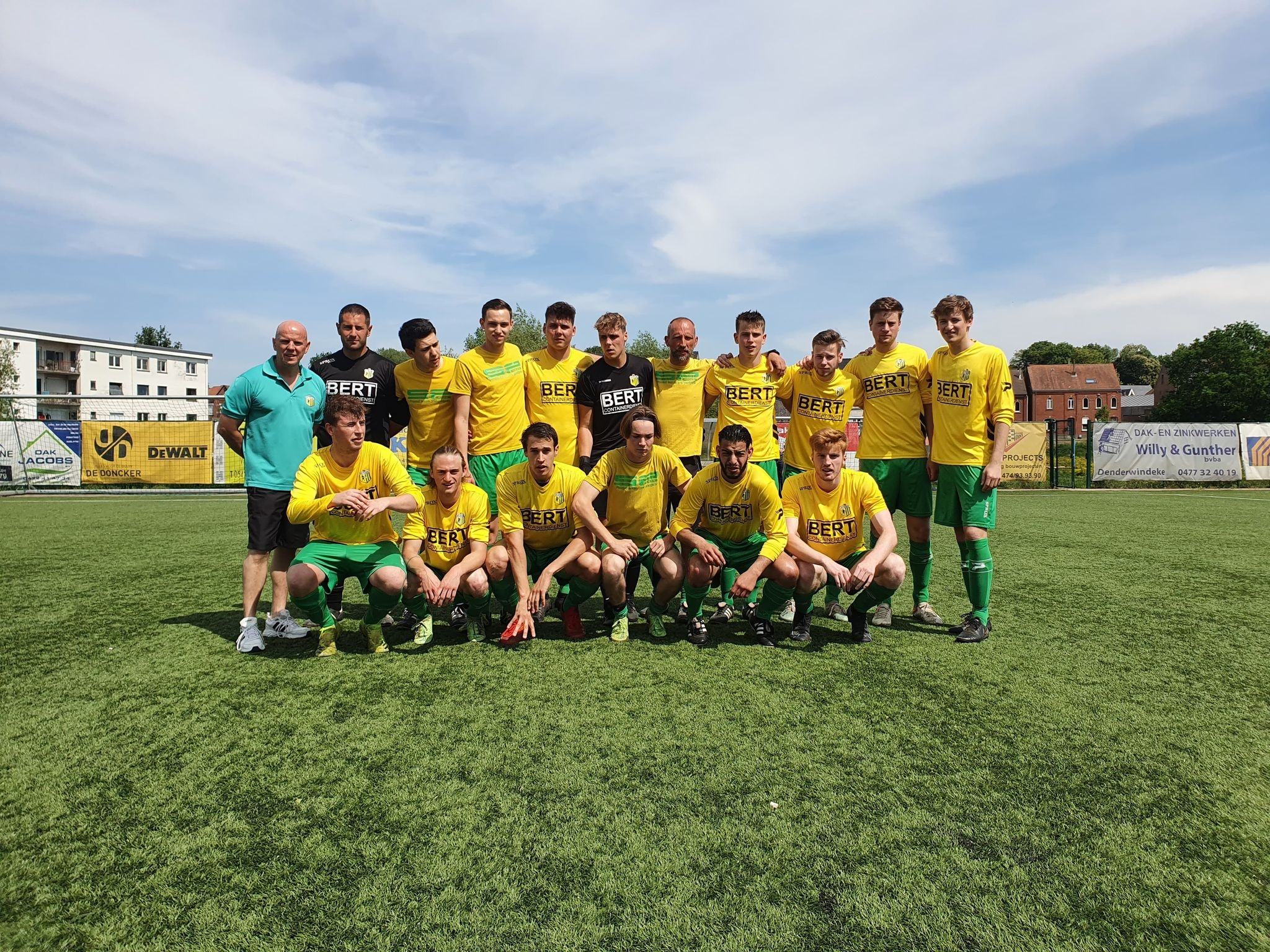
Promotie match 15/05/2022 tegen KVE Winnik B

## Spelers
| Naam speler             | Positie      | Matchen geselecteerd | Doelpunten | Gele kaarten | Rode kaarten |
| ----------------------- | ------------ | -------------------- | ---------- | ------------ | ------------ |
| Anraed Siebe            | Doelman      | 34                   | -          | -            | -            |
| Blockeel Tom            | Doelman      | 11                   | -          | -            | -            |
| Callebaut Lowie         | Verdediger   | 4                    | -          | -            | -            |
| Callens Branco          | Verdediger   | 16                   | -          | 1            | -            |
| De Coker Brecht         | Verdediger   | 22                   | 2          | 3            | -            |
| De Cooman Quinten       | Middenvelder | 26                   | 4          | 3            | -            |
| De Groote Brent         | Middenvelder | 30                   | 4          | 7            | -            |
| De Keyser Jonas         | Verdediger   | 25                   | 2          | 1            | -            |
| De Smet Dario           | Doelman      | 19                   | -          | -            | -            |
| Declercq Jelle          | Middenvelder | 15                   | 2          | 3            | -            |
| Delrue Kyanu            | Aanvaller    | 12                   | 5          | -            | -            |
| Deschamps Maïkel        | Verdediger   | 11                   | -          | -            | -            |
| Hajji Hamza             | Aanvaller    | 31                   | 18         | 9            | 2            |
| Lateur Milan            | Verdediger   | 5                    | -          | -            | -            |
| Lemahieu Niels          | Doelman      | 6                    | -          | -            | -            |
| Menschaert Sven         | Aanvaller    | 23                   | 18         | 1            | -            |
| Moerman Thymo           | Verdediger   | 12                   | 1          | -            | -            |
| Noordzee Quincy         | Aanvaller    | 13                   | 3          | -            | -            |
| Nuytten Sam             | Verdediger   | 25                   | 3          | 4            | -            |
| Nuytten Seppe           | Middenvelder | 6                    | -          | -            | -            |
| Papin Estéban           | Middenvelder | 24                   | 1          | 2            | 1            |
| Tenteniez Andres        | Aanvaller    | 28                   | 7          | 9            | 2            |
| Van Achter Arne         | Verdediger   | 30                   | -          | 3            | 1            |
| Van De Cauter Jonas     | Middenvelder | 20                   | 4          | 1            | -            |
| Van Der Schelden Ken    | Middenvelder | 25                   | 2          | 1            | -            |
| Van Synghel Kevin       | Verdediger   | 34                   | 1          | 5            | 1            |
| Vanderstraeten Matthias | Aanvaller    | 13                   | 6          | 1            | -            |
| Vanderstraeten Thibault | Verdediger   | 9                    | 1          | -            | -            |
| Vanmeirhaeghe Jari      | Middenvelder | 28                   | 1          | 6            | -            |
| Vermeeren Michael       | Middenvelder | 8                    | 1          | 2            | -            |